# عمليات تنظيم القاعدة في إفريقيا
نفذ تنظيم القاعدة عمليات وجنَّد أعضاءًا في أفريقيا . وقد شمل ذلك عدداً من الهجمات بالقنابل في شمال أفريقيا ودعم أطراف في الحروب الأهلية في إريتريا والصومال . من عام 1991 إلى عام 1996، كان أسامة بن لادن وغيره من زعماء تنظيم القاعدة متمركزين في السودان.

## الجزائر
تشن الجماعة السلفية للدعوة والقتال (التي تسمى اليوم القاعدة في بلاد المغرب الإسلامي) تمردًا ضد الحكومة الجزائرية خلال الحرب الأهلية الجزائرية التي انتهت في عام 2002، وارتبطت بالتفجيرات في الجزائر العاصمة وباتنة ودلس في عام 2007. وأعلنت الجماعة عزمها على مهاجمة أهداف جزائرية وفرنسية وأمريكية وإسبانية. لقد تم تصنيفها كمنظمة إرهابية أجنبية من قبل وزارة الخارجية الأمريكية ، وتم تصنيفها أيضًا كمنظمة إرهابية من قبل الاتحاد الأوروبي.

## إريتريا
وبمجرد أن طردت القوات الصومالية والإثيوبية المتحالفة اتحاد المحاكم الإسلامية من الصومال في يناير/كانون الثاني 2007، اتهمت الولايات المتحدة إريتريا بتوفير ملاذ آمن لبعض قياداته. كما أدانت أمريكا إريتريا لأنها استمرت في "تمويل وتسليح وتدريب وتقديم المشورة للمتمردين" الذين يهاجمون الحكومة الصومالية.  وبحسب حكومة صومالية إقليمية، فقد شوهد بعض الجنود الإريتريين أيضًا وهم يعملون مع مقاتلين عرب ومقاتلين من القاعدة ضد الحكومة الصومالية، كما هاجم التحالف الأجنبي مواقع حكومية.
وفي عام 2007 وردت تقارير تفيد بأن الحكومة الإريترية تؤوي قيادة التمرد في الصومال. وواصلت الأمم المتحدة إصدار تقارير عن المساعدات التي تقدمها إريتريا إلى الصوماليين الذين يزعم أن لهم صلات بتنظيم القاعدة. وبناءً على ذلك، قال مجلس الأمن التابع للأمم المتحدة إن إريتريا زودت سراً "كميات هائلة من الأسلحة" لجماعة متمردة صومالية لها علاقات مزعومة بتنظيم القاعدة، في انتهاك لحظر الأسلحة الدولي وعلى الرغم من نشر قوات حفظ السلام الأفريقية"، مضيفًا أنه "تم توفيرها لحركة الشباب (وهي جماعة متطرفة نشأت داخل القوات المسلحة لاتحاد المحاكم الإسلامية ويقودها قريب وتلميذ زعيم مجلس اتحاد المحاكم الإسلامية الشيخ حسن ضاهر عويس، عدن هاشي فرح "إيرو"، الذي تدرب في أفغانستان مع تنظيم القاعدة قبل العودة إلى الصومال بعد أحداث الحادي عشر من سبتمبر) من خلال إريتريا" منذ ديسمبر 2006. وقد نظم الشيخ عويس نفسه وأعضاء آخرون في اتحاد المحاكم الإسلامية المطلوبون من قبل الولايات المتحدة بسبب صلاتهم المشتبه بها بتنظيم القاعدة (تضع الأمم المتحدة الشيخ عويس على قائمة الأفراد "المنتمين إلى أو المرتبطين" بتنظيم القاعدة، وهو ما ينفيه) مؤتمرًا في إريتريا لـ تعزيز معارضتهم المسلحة للحكومة الانتقالية الصومالية. في عام 2017، كتب خبراء الأمم المتحدة: "نظرًا لعدم تمكن فريق الرصد من العثور على أدلة قاطعة على دعم إريتريا لحركة الشباب في الصومال لأربع ولايات متتالية، فإن الفريق يوصي مجلس الأمن بالنظر في فك الارتباط بين أنظمة العقوبات المفروضة على إريتريا والصومال. "

## كينيا
في عام 2002 وقع هجوم إرهابي ناجح آخر في كينيا بعد تفجير السفارة الأميركية، وهو هجوم بسيارة مفخخة على منتجع سياحي في مومباسا يحظى بشعبية بين السياح الإسرائيليين، مما أسفر عن مقتل 15 شخصًا. وقد وقع تفجير الفندق بعد عشرين دقيقة من هجوم فاشل على طائرة، عندما أطلق إرهابي صاروخا من طراز SA-7 للدفاع الجوي المحمول على الكتف ضد طائرة ركاب إسرائيلية تحمل 261 راكبًا، وكانت تقلع من المطار؛ ويبدو أن الصاروخ فشل في تعقب هدفه، ولم ينفجر، وهبط في حقل فارغ.

## ليبيا
في 3 نوفمبر 2007، ادعى الظواهري في تسجيل صوتي مدته 28 دقيقة نشر على موقع إسلامي على شبكة الإنترنت أن "... أعضاء من الجماعة الإسلامية الليبية المقاتلة يعلنون انضمامهم لتنظيم القاعدة..." وبحسب قناة الجزيرة فإن أبو الليث يبدو أنه زعيم الجناح الليبي الجديد. أعلنت الجماعة الإسلامية المقاتلة عن وجودها لأول مرة في عام 1995، متعهدة بالإطاحة بالزعيم الليبي معمر القذافي. في عام 2001، أضيفت الجماعة إلى قائمة الأمم المتحدة للأفراد والمؤسسات "المنتمية إلى تنظيم القاعدة أو المرتبطة به".
عبد الحكيم بلحاج، أحد أبرز قادة المتمردين خلال الحرب الأهلية الليبية عام 2011، يعترف في مقابلة مع صحيفة Il Sole 24 Ore الإيطالية أن العديد من المجندين لديه لهم صلات بتنظيم القاعدة.  كانت الحركة الإسلامية الليبية إحدى الفصائل الرئيسية داخل جيش التحرير الوطني الليبي. ومن المعروف أن الجماعة، التي كانت تعرف سابقًا باسم الجماعة الإسلامية الليبية المقاتلة، ترتبط بفصيل المغرب العربي التابع لتنظيم القاعدة.
في الأول من نوفمبر 2011، وبعد أقل من شهر من مقتل معمر القذافي، شوهد علم القاعدة يرفرف فوق سطح محكمة في وسط مدينة بنغازي. ولم يعرف بعد مدى تورط تنظيم القاعدة. وقد أثيرت مخاوف بشأن الدور الذي لعبته المخابرات البريطانية في التعاون مع الحركة الإسلامية الليبية. وقال نائب مستشار الأمن القومي في البيت الأبيض جون برينان: "إنني أشعر بالقلق إزاء ما يجري داخل ليبيا لأن البلاد تشهد قدراً كبيراً من الفوضى والاضطرابات"، وأضاف "إن مخزونات الأسلحة ـ سواء كنا نتحدث عن أنظمة الصواريخ أو الأسلحة الآلية ـ هي أمور نعمل نحن وحلفاؤنا الأوروبيون عن كثب مع المجلس الوطني الانتقالي والسلطات الليبية للسيطرة عليها. إنها دولة كبيرة، وكان هناك الكثير من مستودعات الأسلحة المنتشرة في مختلف أنحاء البلاد، ونحن نعمل الآن مرة أخرى مع المجلس الوطني الانتقالي والأوروبيين فضلاً عن الدول الإقليمية. [...] (نحن) قلقون للغاية بشأن التأكد من أننا نفعل كل ما هو ممكن لمنع تنظيم القاعدة من الحصول على هذه الأسلحة وتهديدها".

## الصومال
في فبراير 2012، أعلنت حركة الشباب رسميا ولاءها لتنظيم القاعدة. وفي رسالة صوتية إلى زعيم تنظيم القاعدة أيمن الظواهري، قال زعيم حركة الشباب: "بالنيابة عن الجنود والقادة في حركة الشباب، نتعهد لك بالولاء. فاهدنا إلى طريق الجهاد والاستشهاد الذي رسمه لنا إمامنا الشهيد أسامة". ويُزعم أن أنشطة تنظيم القاعدة في الصومال بدأت في وقت مبكر من عام 1992. وكان دور المنظمة خلال مهام الأمم المتحدة في الفترة 1992-1994 يقتصر على عدد قليل من المدربين. ويقال إن علي محمد وأعضاء آخرين في تنظيم القاعدة قاموا بتدريب قوات موالية لزعيم الفصيل محمد فرح عيديد . وزعم أسامة بن لادن نفسه في مقابلة مع جون ميلر من شبكة إيه بي سي أنه أرسل عملاء القاعدة إلى الصومال. وزعم أحد مقاتلي القاعدة الذين حضروا المقابلة أنه قام بنفسه بذبح ثلاثة جنود أمريكيين في الصومال. يذكر مارك بودن، مؤلف كتاب سقوط الصقر الأسود، أن المنظمة الإرهابية قامت بتدريب بعض رجال عيديد، ولكنهم لم يشاركوا شخصيًا في القتال مع القوات الأمريكية في معركة مقديشو عام 1993.
ارتبط تنظيم القاعدة أيضًا بجبهة اتحاد المحاكم الإسلامية المسلحة في الصومال. ويعتقد أن العديد من الهجمات الإرهابية تم تدبيرها من رأس كامبوني، في أقصى جنوب الصومال المتاخم لكينيا، بما في ذلك تفجيرات السفارة الأمريكية عام 1998 وتفجير فندق مومباسا عام 2002. في 22 يونيو 2006، أعلنت مساعدة وزير الخارجية للشؤون الأفريقية جينداي فريزر أن الولايات المتحدة تسعى للحصول على مساعدة اتحاد المحاكم الإسلامية في القبض على المشتبه بهم الذين نفذوا هجمات ضد سفاراتها في شرق أفريقيا وفندق في كينيا. وذكرت أسماء الأشخاص التاليين كمشتبه في تواجدهم في الصومال (الاسم والجنسية): فضل عبد الله محمد (جزر القمر)، وصالح علي صالح نبهان (كينيا)، وأبو طلحة السوداني (السودان). وعندما لم يتعاون اتحاد المحاكم الإسلامية، قامت الولايات المتحدة في البداية بتمويل الفصائل المتنافسة، ثم قامت بعد ذلك بشن غارات جوية محدودة عندما سقط حكم اتحاد المحاكم الإسلامية في مقديشو في مواجهة هجوم الجيش الإثيوبي . وقالت وزارة الدفاع الأميركية إن أحد كبار أعضاء تنظيم القاعدة من اتحاد المحاكم الإسلامية تم القبض عليه في الصومال ونقله إلى السجن العسكري الأميركي في خليج جوانتانامو.
بعد حل اتحاد المحاكم الإسلامية، ورد أن تنظيم القاعدة أقام علاقات قوية مع جماعة الشباب المنشقة.
في سبتمبر/أيلول 2009، يُعتقد أن صالح علي صالح نبهان قُتل أثناء غارة عسكرية في الصومال. كان من أبرز المشتبه بهم في تنظيم القاعدة وكان يُعتقد أنه مسؤول عن الهجمات على فندق في كينيا وعلى طائرة ركاب إسرائيلية في عام 2002.

## السودان
في عام 1991، دعت الجبهة الإسلامية الوطنية السودانية، وهي جماعة إسلامية كانت قد وصلت إلى السلطة مؤخرًا، تنظيم القاعدة لنقل عملياته إلى السودان.  على مدى عدة سنوات، قامت القاعدة بإدارة العديد من الشركات (بما في ذلك شركات الاستيراد والتصدير والزراعة والبناء) في ما يمكن اعتباره فترة من التوحيد المالي. قامت المجموعة ببناء طريق سريع رئيسي بطول 1200 كيلومتر يربط العاصمة الخرطوم ببورتسودان. ومع ذلك، فقد قاموا أيضًا بإدارة عدد من المعسكرات حيث قاموا بتدريب العملاء على استخدام الأسلحة النارية والمتفجرات.
في عام 1996، طُلب من أسامة بن لادن مغادرة السودان بعد أن مارست الولايات المتحدة ضغوطاً شديدة على النظام لطرده، مشيرة إلى صلات محتملة بمحاولة اغتيال الرئيس المصري حسني مبارك عام 1994 أثناء وجود موكبه في أديس أبابا، إثيوبيا .[بحاجة لمصدر]
وأخيراً غادر أسامة بن لادن السودان في عملية نفذت بشكل جيد، حيث وصل إلى جلال آباد في أفغانستان عن طريق الجو في أواخر عام 1996 مع أكثر من 200 من أنصاره وعائلاتهم.